# Jefe
Albums de Ninho
M.I.L.S 3.0
(2020) NI
(2023)
Jefe (stylisé JEFE et signifiant « chef » en espagnol) est le troisième album studio du rappeur français Ninho, sorti le 3 décembre 2021 sous le label Rec. 118.
En promotion de l'album, le rappeur entamera une tournée de 19 dates à travers la France, la Suisse et la Belgique en 2022, à partir de Grenoble le 15 avril 2022.

## Genèse
Après la sortie de la réédition de son dernier projet M.I.L.S 3.0, et après le succès commercial de celui-ci certifié triple disque de platine, Ninho avait déclaré vouloir faire une pause jusqu'en 2022. En novembre 2021, il annonce finalement la date de sortie prévue pour le 3 décembre ainsi que la pochette de cet album. Le rappeur déclare également que l'album ne comportera aucun featuring, ce qui est une première dans sa discographie. Lors d'une interview avec Mehdi Maïzi, il expliquera ce choix : « Ça fait longtemps qu'on n'a pas vu un album solo. [...] Ça me ferme aussi, j'aurais pu faire des feats à l'internationale, j'aurais pu m'exporter sur cet album. ».

## Contexte et composition
L'album est décrit comme un « voyage » à travers la success story du rappeur. Dans une interview à l'AFP, il explique que les gens ne connaissent jamais vraiment la vie d'avant et les épreuves d'un homme qui fait les choses en grand. Il dit que personne ne connaît jamais le début de l'histoire, la comparant à regarder une maison achevée tout en rejetant les fondements.
Sur le plan sonore, l'album offre un mélange de sons pop dansants et de chansons de pur rap. Certaines chansons ont été interprétées comme un clin d'œil au Raï, une forme de musique folklorique algérienne. Avant sa sortie, une rumeur disait que la rappeuse américaine Cardi B apparaîtrait sur l'album mais les plans ont été abandonnés en raison de sa grossesse.

## Liste des titres
Toute la musique est composée par Fabrice Landry.
| 1.    | Intro                    | - Ninho - Kozbeatz                  | 3:01 |
| 2.    | Jefe                     | - Ninho - Therapy                   | 2:57 |
| 3.    | VVS                      | - Ninho - Young Ko                  | 3:07 |
| 4.    | Sky Priority             | - Ninho - BBP                       | 2:49 |
| 5.    | OG                       | - Ninho - Lil Ben                   | 3:47 |
| 6.    | Arme de poing            | - Ninho - SNK - Young Ko            | 3:35 |
| 7.    | Vérité                   | - Ninho - Daimo                     | 3:19 |
| 8.    | No Life                  | - Ninho - Artro                     | 3:57 |
| 9.    | RER D                    | - Ninho - Voluptyk                  | 3:43 |
| 10.   | YSL                      | - Ninho - Young Ko                  | 3:38 |
| 11.   | Aïcha                    | - Ninho - Hoodstar Beatz - Young Ko | 3:39 |
| 12.   | Mood                     | - Ninho - Hoodstar Beatz - Young Ko | 2:53 |
| 13.   | Athéna                   | - Ninho - Daimo                     | 3:16 |
| 14.   | La maison que je voulais | - Ninho - AniBeatz                  | 3:41 |
| 15.   | Outro                    | - Ninho - Daimo                     | 3:35 |
| 51:03 |                          |                                     |      |

## Accueil commercial
L'album réalise le meilleur démarrage de l'année en 24 heures, avec 12,9 millions de streams sur Spotify. En trois jours, l'album s'écoule à 31 528 exemplaires.
L'album entre en tête des ventes en France lors de la semaine suivant sa sortie.
Trois jours plus tard, soit six jours après sa sortie, l'album est certifié disque d'or en atteignant le cap des 50 000 exemplaires vendus,.
En une semaine, l'album s'écoule à 66 685 exemplaires, signant le meilleur démarrage de la carrière de Ninho et le second meilleur démarrage de l'année dans le rap français derrière Civilisation d'Orelsan. Il bat également le record de ventes en streaming en une semaine avec 56 118 équivalent ventes en streaming. L'album est certifié disque de platine trois semaines après sa sortie.
En août 2023, il passe le cap des 500 000 ventes, ce qui fait de Ninho le premier rappeur en France à avoir quatre albums certifiés disque de diamant.

## Liste des titres certifiés en France
Tous les morceaux de l'album sont certifiés.
- Jefe  Diamant[21]
- VVS  Diamant[22]
- Vérité  Diamant[23]
- Arme De Poing  Diamant [24]
- Aïcha Diamant [25]
- Sky Priority Diamant [26]
- OG  Platine [27]
- Intro  Platine [28]
- No Life  Platine [29]
- Mood  Platine [30]
- Outro  Platine [31]
- La maison que je voulais  Platine [32]
- Athéna  Platine [33]
- YSL  Or [34]
- RER D  Or [35]

## Classements et certifications
| Classements (2021-2022)      | Meilleure position |
| ---------------------------- | ------------------ |
| Belgique (Flandre Ultratop)  | 12                 |
| Belgique (Wallonie Ultratop) | 1                  |
| Canada (Canadian Albums)     | 52                 |
| France (SNEP)                | 1                  |
| Suisse (Schweizer Hitparade) | 4                  |

| Classements (2021)           | Position |
| ---------------------------- | -------- |
| Belgique (Wallonie Ultratop) | 32       |
| France (SNEP)                | 14       |
| Suisse (Schweizer Hitparade) | 75       |

### Certifications et ventes
| Région        | Certification | Ventes/Streams |
| ------------- | ------------- | -------------- |
| France (SNEP) | Diamant       | 500 000        |